# Milano-Sanremo 1985
La Milano-Sanremo 1985, settantaseiesima edizione della corsa, fu disputata il 16 marzo 1985, per un percorso totale di 294 km. Fu vinta dall'olandese Hennie Kuiper, giunto al traguardo con il tempo di 7h36'34" alla media di 38,636 km/h.
Presero il via da Milano 240 ciclisti, 129 di essi portarono a termine la gara.

## Resoconto degli eventi
A tredici chilometri dall'arrivo scatta Hennie Kuiper, ben presto raggiunto da Silvano Riccò e dal compagno di squadra Eric Vanderaerden, che in cima al Poggio lo precedono di 18”. In discesa Kuiper si riporta sui due battistrada, a tre chilometri dall'arrivo sferra l'attacco decisivo, sul traguardo precede di 8” il connazionale Teun Van Vliet, Riccò chiude terzo a 11”.

## Ordine d'arrivo (Top 10)
| Pos. | Corridore          | Squadra       | Tempo    |
| ---- | ------------------ | ------------- | -------- |
| 1    | Hennie Kuiper      | Verandalux    | 7h36'34" |
| 2    | Teun van Vliet     | Verandalux    | a 8"     |
| 3    | Silvano Riccò      | Dromedario    | s.t.     |
| 4    | Eric Vanderaerden  | Panasonic     | a 11"    |
| 5    | Giovanni Mantovani | Brianzoli     | s.t.     |
| 6    | Francis Castaing   | Peugeot       | s.t.     |
| 7    | Sean Kelly         | Skil-Sem      | s.t.     |
| 8    | Urs Freuler        | Atala         | s.t.     |
| 9    | Steve Bauer        | La Vie Claire | s.t.     |
| 10   | Étienne De Wilde   | Safir         | s.t.     |